# Gerichteter Graph

Ein gerichteter Graph mit 3 Knoten und 4 gerichteten Kanten (Doppelpfeil entspricht zwei gegenläufigen Pfeilen)

Ein gerichteter Graph oder Digraph (von englisch directed graph) besteht aus
- einer Menge {\displaystyle V} von Knoten (englisch vertex/vertices, oft auch Ecken genannt) und
- einer Menge geordneter Knotenpaare {\displaystyle E\subseteq V\times V} von Kanten.[1]

Die Kanten {\displaystyle (v,w)\in E} eines gerichteten Graphen sind gerichtete Kanten (englisch directed edge/edges, manchmal auch Bögen). Diese werden häufig als Pfeile dargestellt und können nur in einer Richtung durchlaufen werden. Im Gegensatz dazu sind die Kanten eines ungerichteten Graphen ungeordnete Knotenpaare {\displaystyle \{v,w\}}.
Gerichtete Graphen werden dazu benutzt, Objekte und die dazwischenliegenden Verbindungen, beispielsweise von endlichen Automaten, darzustellen.

## Grundbegriffe
Ein gerichteter Graph ohne Mehrfachkanten und Schleifen wird einfacher Digraph (auch schlichter Digraph) genannt.
Man sagt, dass eine gerichtete Kante {\displaystyle e=(x,y)} von {\displaystyle x} nach {\displaystyle y} geht. Dabei ist {\displaystyle x} der Fuß (oder Startknoten) und {\displaystyle y} der Kopf (oder Endknoten) von {\displaystyle e}. Weiterhin gilt {\displaystyle y} als der direkte Nachfolger von {\displaystyle x} und {\displaystyle x} als der direkte Vorgänger von {\displaystyle y}. Falls in einem Graphen von {\displaystyle x} nach {\displaystyle y} ein Pfad führt, gilt {\displaystyle y} als ein Nachfolger von {\displaystyle x} und {\displaystyle x} als ein Vorgänger von {\displaystyle y}. Die Kante {\displaystyle (y,x)} heißt umgedrehte oder invertierte Kante von {\displaystyle (x,y)}.
Ein gerichteter Graph {\displaystyle G} heißt symmetrisch, falls {\displaystyle G} zu jeder Kante auch die entsprechende invertierte Kante enthält. Ein ungerichteter Graph lässt sich einfach in einen symmetrischen gerichteten Graphen umwandeln, indem man jede Kante {\displaystyle \{x,y\}} durch die zwei gerichteten Kanten {\displaystyle (x,y)} und {\displaystyle (y,x)} ersetzt.
Um eine Orientierung eines einfachen ungerichteten Graphen zu erhalten, muss jeder Kante eine Richtung zugewiesen werden. Jeder auf diese Art konstruierte gerichtete Graph wird orientierter Graph genannt. Ein einfach gerichteter Graph darf, im Gegensatz zum orientierten Graphen, zwischen zwei Knoten Kanten in beide Richtungen enthalten.
Ein gewichteter Digraph ist ein Digraph, dessen Kanten Gewichte zugeordnet werden, wodurch man einen kantengewichteten Graphen erhält. Ein Digraph mit gewichteten Kanten wird in der Graphentheorie als Netzwerk bezeichnet.
Die Adjazenzmatrix eines Digraphen (mit Schleifen und Mehrfachkanten) ist eine ganzzahlige Matrix, deren Zeilen und Spalten den Knoten des Digraphen entsprechen. Ein Eintrag {\displaystyle a_{ij}} außerhalb der Hauptdiagonalen gibt die Anzahl der Kanten vom Knoten {\displaystyle i} zum Knoten {\displaystyle j} an, und der Eintrag der Hauptdiagonalen {\displaystyle a_{ii}} entspricht der Anzahl der Schleifen im Knoten {\displaystyle i}. Die Adjazenzmatrix eines Digraphen ist bis auf Vertauschung von Zeilen und Spalten eindeutig.
Ein Digraph lässt sich auch durch eine Inzidenzmatrix repräsentieren.

### Zusammenhängende gerichtete Graphen
Ein gerichteter Graph {\displaystyle G} heißt schwach zusammenhängend (oder nur zusammenhängend), falls der unterliegende Graph von {\displaystyle G}, den man mittels Ersetzung aller gerichteter Kanten durch ungerichtete erhält, ein zusammenhängender Graph ist. Ein gerichteter Graph heißt stark zusammenhängend oder stark, wenn je zwei seiner Knoten gegenseitig erreichbar sind. Ein maximaler stark zusammenhängender Untergraph von {\displaystyle G} ist eine starke Komponente.

## Eingangs- und Ausgangsgrad

Digraph mit Knotenbeschriftung (Eingangs- und Ausgangsgrad).

Die Anzahl der direkten Vorgänger eines Knotens wird Eingangsgrad (auch Innengrad) und die Anzahl der direkten Nachfolger Ausgangsgrad (oder Außengrad) genannt.
Der Eingangsgrad eines Knotens {\displaystyle v} in einem Graphen {\displaystyle G} wird mit {\displaystyle d_{G}^{-}(v)} und der Außengrad mit {\displaystyle d_{G}^{+}(v)} bezeichnet. Ein Knoten mit {\displaystyle d_{G}^{-}(v)=0} wird Quelle und ein Knoten mit {\displaystyle d_{G}^{+}(v)=0} wird Senke genannt. Eine Senke heißt universelle Senke, falls sie eingehende Kanten von jedem anderen Knoten hat, falls also ihr Eingangsgrad gleich {\displaystyle |V|-1} ist.
Für gerichtete Graphen ist die Summe aller Eingangsgrade gleich der Summe aller Ausgangsgrade, und beide gleich der Summe der gerichteten Kanten:
{\displaystyle \sum _{v\in V}d_{G}^{+}(v)=\sum _{v\in V}d_{G}^{-}(v)=|E|\,.}
Falls für alle Knoten {\displaystyle v\in V} die Gleichung  {\displaystyle d_{G}^{+}(v)=d_{G}^{-}(v)} gilt, wird der Graph balancierter Digraph genannt.

## Darstellung von gerichteten Graphen

Der im Beispiel behandelte gerichtete Graph

Außer der naiven Darstellung eines gerichteten Graphen durch Angabe der Knoten- und Kantenmenge gibt es noch weitere Darstellungsmöglichkeiten, das sogenannte Kanten bzw. Knotenfeld.

### Kantenfeld
Ein Kantenfeld ist eine Darstellungsart für gerichtete Graphen nach folgendem Schema:
{\displaystyle |V|,|E|,E_{1},\ldots ,E_{|E|}},
wobei {\displaystyle |V|} die Anzahl der Knoten, {\displaystyle |E|} die Anzahl der Kanten und {\displaystyle E_{1},\ldots ,E_{|E|}} die Kanten mit {\displaystyle E_{i}=(v,w)\in E} sind.

### Knotenfeld
Ein Knotenfeld ist eine Darstellungsart für gerichtete Graphen mit folgendem Aufbau:
{\displaystyle |V|,|E|,{\text{ag}}(V_{1}),{\text{Ziel}}_{1},\ldots ,{\text{Ziel}}_{{\text{ag}}(V_{1})},\ldots ,{\text{ag}}(V_{|V|}),{\text{Ziel}}_{1},\ldots ,{\text{Ziel}}_{{\text{ag}}(V_{|V|})}},
wobei {\displaystyle |V|} die Anzahl der Knoten, {\displaystyle |E|} die Anzahl der Kanten und {\displaystyle \operatorname {ag} (V)} der Ausgangsgrad des Knotens {\displaystyle V} sind.

### Beispiel
Betrachtet man als Beispiel den rechts stehenden gerichteten Graph, so ist das Kantenfeld {\displaystyle 4,6,(1,2),(1,4),(2,4),(3,1),(3,2),(4,3)} und das Knotenfeld {\displaystyle 4,6,\mathbf {2} ,2,4,\mathbf {1} ,4,\mathbf {2} ,1,2,\mathbf {1} ,3}. Die fett gedruckten Zahlen geben den Ausgangsgrad an.

## Klassen von gerichteten Graphen

Einfach gerichteter azyklischer Graph

Turniergraph mit 4 Knoten

Symmetrisch gerichtete Graphen sind gerichtete Graphen, bei denen alle Kanten bidirektional sind, d. h. für jede Kante, die zum Graphen gehört, gehört auch die entsprechende umgekehrte Kante dazu.
Einfache gerichtete Graphen sind gerichtete Graphen ohne Schleifen und ohne Mehrfachkante.
Vollständige gerichtete Graphen sind einfache gerichtete Graphen, bei denen jedes Knotenpaar durch ein symmetrisches Paar gerichteter Kanten verbunden ist. Dies entspricht einem ungerichteten vollständigen Graphen, dessen Kanten durch Paare von gerichteten Kanten ersetzt werden. Daraus folgt, dass ein vollständiger gerichteter Graph symmetrisch ist.
Orientierte Graphen sind gerichtete Graphen ohne bidirektionale Kanten. Daraus folgt, dass ein gerichteter Graph genau dann ein orientierter Graph ist, wenn er keinen 2-Zyklus hat.
Turniergraphen sind orientierte Graphen, die durch Auswahl einer Richtung für jede Kante in ungerichteten vollständigen Graphen erhalten werden.
Ein gerichteter azyklischer Graph oder azyklischer Digraph ist ein gerichteter Graph, der keinen gerichteten Kreis enthält. Spezialfälle gerichteter azyklischer Graphen sind Mehrfachbäume (je zwei gerichtete Pfade des Graphen, die vom selben Startknoten ausgehen, dürfen sich nicht im selben Endknoten treffen), orientierte Bäume oder Polybäume (Orientierung eines ungerichteten azyklischen Graphen) und Wurzelbäume (orientierte Bäume, bei denen alle Kanten des unterliegenden ungerichteten Baumes vom Wurzelknoten wegführen).
Gewichtete gerichtete Graphen oder gerichtete Netzwerke sind einfache gerichtete Graphen mit Gewichten, die ihren Kanten zugewiesen sind, ähnlich wie gewichtete Graphen, die auch als ungerichtete Netzwerke oder gewichtete Netzwerke bezeichnet werden.
Flussnetzwerke sind gewichtete gerichtete Graphen mit zwei speziellen Knoten, der Quelle und der Senke.
Kontrollflussgraphen sind gerichtete Graphen, die in der Informatik zur Darstellung der Pfade verwendet werden, die während der Ausführung eines Computerprogramms durchlaufen werden können.
Signalflussgraphen sind gewichtete gerichtete Graphen, in denen Knoten Systemvariablen darstellen und Kanten funktionale Verbindungen zwischen Knotenpaaren darstellen.
Zustandsübergangsdiagramme sind gerichtete Multigraphen, die endliche Automaten darstellen.
Kommutative Diagramme sind gerichtete Graphen, die in der Kategorientheorie verwendet werden, wobei die Knoten mathematische Objekte und die Kanten mathematische Funktionen darstellen, mit der Eigenschaft, dass alle gerichteten Pfade mit demselben Start- und Endknoten durch Komposition zum gleichen Ergebnis führen.

## Kombinatorik
Die Anzahl der einfachen gerichteten Graphen mit {\displaystyle n} Knoten steigt rasant mit der Anzahl der Knoten und ist gleich {\displaystyle 4^{\tfrac {n\cdot (n-1)}{2}}}. Sie steigt also exponentiell zur Anzahl {\displaystyle {\tfrac {n\cdot (n-1)}{2}}} der Kanten des vollständigen Graphen {\displaystyle K_{n}}. Wenn die Knoten nicht nummeriert sind, isomorphe Graphen also nicht mitgezählt werden, ist diese Anzahl etwa proportional zu {\displaystyle {\tfrac {1}{n!}}\cdot 4^{\tfrac {n\cdot (n-1)}{2}}}, weil für die meisten Isomorphieklassen alle {\displaystyle n!} Graphen, die sich durch Permutation der nummerierten Knoten ergeben, verschieden sind. Die folgende Tabelle zeigt die mit Hilfe eines Computers bestimmten Anzahlen für {\displaystyle n\leq 8}:
| Anzahl der gerichteten Graphen ohne nummerierte Knoten | Anzahl der gerichteten Graphen ohne nummerierte Knoten | Anzahl der gerichteten Graphen ohne nummerierte Knoten | Anzahl der gerichteten Graphen ohne nummerierte Knoten |
| n                                                      | alle                                                   | zusammenhängend                                        | stark zusammenhängend                                  |
| ------------------------------------------------------ | ------------------------------------------------------ | ------------------------------------------------------ | ------------------------------------------------------ |
| 1                                                      | 1                                                      | 1                                                      | 1                                                      |
| 2                                                      | 3                                                      | 2                                                      | 1                                                      |
| 3                                                      | 16                                                     | 13                                                     | 5                                                      |
| 4                                                      | 218                                                    | 199                                                    | 83                                                     |
| 5                                                      | 9608                                                   | 9364                                                   | 5048                                                   |
| 6                                                      | 1540944                                                | 1530843                                                | 1047008                                                |
| 7                                                      | 882033440                                              | 880471142                                              | 705422362                                              |
| 8                                                      | 1793359192848                                          | 1792473955306                                          | 1580348371788                                          |

## Programmierung
Das folgende Beispiel in der Programmiersprache C++ zeigt die Implementierung eines gerichteten Graphen mit Adjazenzlisten. Der gerichtete Graph wird als Klasse DirectedGraph deklariert. Bei der Ausführung des Programms wird die Methode main verwendet.
```
#include
 
<iostream>

using
 
namespace
 
std
;

// Deklariert den Datentyp für die Knoten des Graphen

struct
 
Node

{

    
int
 
index
;

    
string
 
value
;

    
Node
*
 
next
;

};

// Deklariert den Datentyp für die Kanten des Graphen

struct
 
Edge

{

    
int
 
startIndex
;

    
int
 
endIndex
;

};

// Deklariert die Klasse für den gerichteten Graphen

class
 
DirectedGraph

{

public
:

    
Node
**
 
headNode
;

    
// Diese Methode fügt einen neuen Knoten in die Adjazenzliste des Graphen ein und gibt ihn als Rückgabewert zurück

    
Node
*
 
insertNewNode
(
int
 
index
,
 
string
 
value
,
 
Node
*
 
node
)

    
{

        
Node
*
 
newNode
 
=
 
new
 
Node
;
 
// Erzeugt einen neuen Knoten vom Typ Node

        
newNode
->
index
 
=
 
index
;
 
// Setzt den Index

        
newNode
->
value
 
=
 
value
;
 
// Setzt den Wert

        
newNode
->
next
 
=
 
node
;
 
// Setzt einen Zeiger auf den Nachfolger

        
return
 
newNode
;

    
}

    
// Konstruktor, der den gerichteten Graphen mit den gegebenen Knoten und Kanten erzeugt

    
DirectedGraph
(
Node
 
nodes
[],
 
Edge
 
edges
[],
 
int
 
numberOfEdges
,
 
int
 
numberOfNodes
)

    
{

        
headNode
 
=
 
new
 
Node
*
[
numberOfNodes
]();
 
// Initialisiert ein Array von Zeigern für die Knoten

        
for
 
(
int
 
i
 
=
 
0
;
 
i
 
<
 
numberOfEdges
;
 
i
++
)
 
// for-Schleife, die alle Kanten des Graphen durchläuft

        
{

            
int
 
startIndex
 
=
 
edges
[
i
].
startIndex
;
 
// Index des Startknotens der Kante

            
int
 
endIndex
 
=
 
edges
[
i
].
endIndex
;
 
// Index des Endknotens der Kante

            
string
 
value
 
=
 
nodes
[
endIndex
].
value
;
 
// Wert des Endknotens der Kante

            
Node
*
 
newNode
 
=
 
insertNewNode
(
endIndex
,
 
value
,
 
headNode
[
startIndex
]);
 
// Aufruf der Methode insertNewNode, um einen neuen Knoten einzufügen

            
headNode
[
startIndex
]
 
=
 
newNode
;
 
// Setzt den Zeiger auf den neuen Knoten

        
}

    
}

};

// Gibt alle benachbarten Knoten von node auf der Konsole aus

void
 
writeAdjacencyList
(
Node
*
 
node
,
 
int
 
i
)

{

    
cout
 
<<
 
"Knoten "
 
<<
 
(
i
 
+
 
1
)
 
<<
 
": "
;

    
while
 
(
node
 
!=
 
nullptr
)

    
{

        
cout
 
<<
 
"("
 
<<
 
node
->
index
 
<<
 
", "
 
<<
 
node
->
value
 
<<
 
") "
;

        
node
 
=
 
node
->
next
;

    
}

    
cout
 
<<
 
endl
;

}

// Hauptmethode, die das Programm ausführt

int
 
main
()

{

    
// Deklariert und initialisiert Arrays für die Knoten und Kanten

    
Node
 
nodes
[]
 
=
 
{
 
{
0
,
"A"
},{
1
,
"B"
},{
2
,
"C"
},{
3
,
"D"
},{
4
,
"E"
}
 
};

    
Edge
 
edges
[]
 
=
 
{
 
{
0
,
1
},{
0
,
2
},{
1
,
4
},{
2
,
3
},{
3
,
1
},{
4
,
3
}
 
};

    
int
 
numberOfNodes
 
=
 
sizeof
(
nodes
);
 
// Ermittelt die Anzahl der Knoten

    
int
 
numberOfEdges
 
=
 
sizeof
(
edges
)
 
/
 
sizeof
(
edges
[
0
]);
 
// Ermittelt die Anzahl der Kanten

    
DirectedGraph
 
directedGraph
(
nodes
,
 
edges
,
 
numberOfEdges
,
 
numberOfNodes
);
 
// Erzeugt den gerichteten Graphen mit den gegebenen Knoten und Kanten

    
for
 
(
int
 
i
 
=
 
0
;
 
i
 
<
 
numberOfNodes
;
 
i
++
)
 
// for-Schleife, die alle Knoten des Graphen durchläuft

    
{

        
Node
*
 
headNode
 
=
 
directedGraph
.
headNode
[
i
];

        
writeAdjacencyList
(
headNode
,
 
i
);
 
// Gibt die Adjazenzliste für den Knoten headNode aus

    
}

}

```